# Donnybrook (Queensland)
Donnybrook – miasto w Australii, w stanie Queensland, nad Oceanem Spokojnym.